# ستاره صبحگاهی (الگوی شمعی)
ستاره صبحگاهی (انگلیسی: Morning star) الگویی است که در نمودار شمعی بررسی می‌شود؛ یک نوع رایج نمودار که توسط تحلیلگران فنی برای پیش‌بینی یا پیش‌بینی عملکرد قیمت اوراق بهادار، مشتقات یا ارز در مدت زمان کوتاهی استفاده می‌شود.

## توضیح
این الگو از سه شمع تشکیل شده است: معمولاً یک شمع نزولی بلند، به دنبال آن یک دوجی کوتاه صعودی یا نزولی یا یک بدنه شمع کوچک، که بعد از آن یک شمع بلند صعودی قرار می‌گیرد. برای داشتن یک شکل‌گیری معتبر ستاره صبحگاهی، اکثر معامله گران به دنبال این هستند که بالای شمع سوم حداقل تا نیمه بدنه شمع اول در الگو قرار گیرد. شمع سیاه نشان‌دهنده کاهش قیمت و شمع سفید نشان دهنده افزایش قیمت است.